# Felipa d'Anglaterra
Felipa d'Anglaterra (4 de juny de 1394 – 5 de gener de 1430), també coneguda com a Felipa de Lancaster i de manera anacrònica Felipa Plantagenet, fou la reina de Dinamarca, Suècia i Noruega des de 1406 a 1430. Fou la consort d'Eric de Pomerània, que va regnar als tres regnes. La reina Felipa fou de fet la regent de Suècia el 1420 i la regent de Dinamarca i Noruega de 1423 a 1425.

## Infància i casament
Felipa va néixer del que seria el rei Enric IV d'Anglaterra i la seva esposa Mary de Bohun, al castell de Peterborough el 1394. El 1401 el ja rei Enric IV va suggerir a la reina Margarida I de Dinamarca que es podia establir una aliança entre Anglaterra i la Unió de Kalmar amb un casament entre l'hereu de la corona anglesa amb Caterina, germana de l'hereu dels trons nòrdics. Margarida no va acceptar les condicions angleses per al casament, en canvi va proposar i dur a terme el casament entre Felipa i Èric i fou proclamada reina el 1405.
Es va casar el 26 d'octubre de 1406 amb Eric de Pomerània a la catedral de Lund. Felipa és la primera reina de la història que es documenta en un casament amb un vestit blanc durant la cerimònia, en concret vetia una túnica amb una capa en seda blanca, brodada amb pells d'ermini i esquirol. Felipa va rebre grans parts de Suècia com a dot. Durant els primers anys de casament la parella va viure a Kalmar, Suècia, i Felipa va passar la majoria del seu regnat a Suècia. Es va decidir que ella era la garantia per als feudataris de Suècia. La seva dama de companyia, la noble sueca Katrina Knutsdotter, neta de Santa Brígida de Suècia a través de Märta Ulfsdotter, antiga dama de companyia de Margarida I de Dinamarca. Fou una gran benefactora de l'Abadia de Vadstena, on sovint es va hostatjar.